# Campeonato Mundial de Remo de 2025
El LIII Campeonato Mundial de Remo se celebrará del 21 al 28 de septiembre de 2025 en Shanghái (China), bajo la organización de la Federación Internacional de Sociedades de Remo (FISA) y la Federación China de Remo.